# Транс (хімія)
Транс- — 
1. Дескриптор, що показує взаєморозташування двох лігандів біля різних атомів, з'єднаних подвійним зв‘язком, або атомів кільця. У цьому випадку ліганди лежать порізнобіч певної референтної площини. Референтна площина подвійного зв‘язку є перпендикулярною до площини відповідних σ-зв‘язків, що проходить через цей подвійний зв‘язок. Для кільця в певній конформації вона є головною площиною кільця.
2. У неорганічній номенклатурі — префікс, що означає дві групи, розташовані чітко навпроти одна одної по різні сторони в координаційній сфері. Не рекомендується IUPAC для точних назв.